# Alexander Ekman
Karl Wilhelm Alexander Ekman (Stockholm, 12 januari 1984) is een Zweedse danser en choreograaf. Ekmans choreografieën worden wereldwijd gedanst.

## Biografie
Alexander Ekman werd in 1984 geboren in de wijk Kista in het westen van de Zweedse hoofdstad Stockholm. Hij studeerde als tiener van 1994 tot 2001 aan de Operans Balettelevskola in Stockholm. Op zijn vijftiende danste hij bij Europa danse in Frankrijk en ontdekte daar het werk van vele internationale choreografen kennen. In datzelfde jaar was hij presentator van het Zweedse radioprogramma Sommar. Op zijn zestiende begon hij zijn professionele danscarrière en sloot hij zich aan bij het Koninklijk Zweeds Ballet. Een jaar later verhuisde hij naar Nederland waar hij van 2002 tot 2005 bij NDT 2 danste, het gezelschap voor jonge dansers van het Nederlands Dans Theater in Den Haag. Daar maakte hij ook zijn debuut als choreograaf. Vervolgens danste hij in 2005-2006 bij het Cullberg Ballet in Stockholm.
In 2008 werkte Ekman samen met de Zweedse choreograaf Mats Ek in het Stadstheater in Stockholm. Hij creëerde er de videocontent voor het toneelstuk Hållplats. In 2009 maakte Ekman de dansfilm 40 Meters Under met het Cullberg Ballet, die onder andere te zien was op de Zweedse televisie. In 2011 gaf hij enige tijd les aan de Juilliard School in New York. In 2012 begon Ekman zijn samenwerking met de Zweedse componist Mikael Karlsson. Samen hebben ze anno 2024 een achttal stukken gemaakt, waaronder A swan lake, Midsummer night's dream, COW en PLAY.
Choreografieën van Ekman zijn uitgevoerd door een vijftigtal dansgezelschappen wereldwijd, waaronder Nederlands Dans Theater (1 en 2), Introdans, Opera Ballet Vlaanderen, Koninklijk Zweeds Ballet, Cullberg Ballet, Göteborg Ballet, Noors Nationaal Ballet, Staatsballett Berlin, Semperoper Ballett, Wiener Staatsballett, Ballet de l'Opéra national de Paris, Les Ballets de Monte Carlo, Compañía Nacional de Danza, Boston Ballet, Pacific Northwest Ballet, Balé da Cidade de São Paulo en Sydney Dance Company. Voor sommige dansstukken componeerde hij de muziek en ontwierp hij tevens de decors en kostuums.
In 2024 regisseerde Ekman de openingsceremonie van de Paralympische Zomerspelen 2024 op de place de la Concorde in Parijs.

## Prijzen, eerbewijzen
- 2005: 2e prijs en prijs van de critici op de Internationale Choreografie Competitie in Hannover voor Swingle Sisters[1]
- 2010: Zwaan (nominatie) voor Cacti
- 2012: National Dance Award (Verenigd Koninkrijk)
- 2015: Medeaprijs voor Midsummer Night's Dream
- 2015: Birgit Cullberg-stipendium (Zweden)
- 2015: Såstaholmstipendium (Zweden)
- 2016: Der Faust-theaterprijs (Duitsland) voor COW
- 2019: Gannevikstipendium
- 2019: Svenska Dagbladet-oeuvreprijs
- 2020: Micael Bindefeldsstipendium (Zweden)
- 2021: Gouden medaille Litteris et Artibus (Zweden) "voor vooraanstaande artistieke bijdragen als choreograaf"

## Werk

### Choreografieën (selectie)
- 2004: Breath Symphony, voor NDT 2[2]
- 2005: Ordinary Moves, duet gecreëerd voor C-scope (uitgevoerd in februari 2005 in Theater Zwembad De Regentes, Den Haag)
- 2005: Swingle Sisters, onderdeel van de 'zusterstrilogie', première door NDT 1; in 2016 uitgevoerd door Introdans[2]
- 2006: Les Quatre Sœurs, onderdeel van de 'zusterstrilogie'
- 2006: Flockwork, voor NDT 2; muziek, decor en kostuums eveneens van Ekman[2][3]
- 2007: Buried Dead or Alive?, voor NDT 1; choreografie, decor, kostuums en lichtontwerp van Ekman en Medhi Walerski[2]
- 2007: Lab 15, voor NDT 1; decor eveneens van Ekman[2]
- 2008: Episode 17, voor het Göteborg Ballet
- 2009: WHIM Fractured Fairytail voor het IT Dansa, Barcelona (was in november 2009 te zien in Theater aan het Spui in Den Haag; in 2010 uitgevoerd door Introdans)[2]
- 2009: Pulsework
- 2010: Cacti, op muziek van Nick Wales en Sarah Blasko, voor NDT 2[2][3]
- 2010: La La Land, in samenwerking met voormalig NDT-danser en choreograaf Medhi Walerski voor Göteborg Ballet[3]
- 2012: Left Right Left Right, voor NDT 2; muziek, audiovisueel ontwerp, decor en kostuums eveneens van Ekman[2][3]
- 2012: Rondo, voor het Ballets de Monte-Carlo
- 2012: Tuplet, in samenwerking met zangeres Alicia Keys[1]
- 2013: Maybe Two, dans- en theaterstuk voor NDT 2[2][3]
- 2013: Definitely Two, voor NDT 1[2][3]
- 2014: A Swan Lake (gebaseerd op Het zwanenmeer), op muziek van Mikael Karlsson, voor het Nationaal Ballet van Noorwegen[1]
- 2014: Flockwork
- 2015: Midsommarnattsdröm, op muziek van Mikael Karlsson gezongen door Anna von Hausswolff, voor het Koninklijk Zweeds Ballet[1]
- 2015: Thoughts at the Bolshoï
- 2016: COW, voor het ballet van de Semperoper in Dresden
- 2017: Play, op muziek van Mikael Karlsson, voor het ballet van de Opéra national de Paris
- 2017: JOY, in samenwerking met Johan Inger; in 2019 uitgevoerd door Opera Ballet Vlaanderen[4]
- 2018: FIT, voor NDT 2[2][3]
- 2018: Thoughts on Bergman
- 2019: Tyll, voor het Stanislavski Ballet in Moskou; in 2014 te zien bij Opera Ballet Vlaanderen[4]
- 2020: Four Relations, voor NDT 2[3]
- 2020: LIB, voor het Staatsballett Berlin
- 2022: Hammer, voor het Göteborg Ballet

### Enkele werken toegelicht
- Voor NDT 2 creëerde Ekman in 2010 Cacti, waarin zestien dansers interactie hebben met cactussen in potten. Naar eigen zeggen wilde hij in dit stuk kritiek leveren op de gevestigde danswereld, nadat zijn eerdere werken door critici waren genegeerd of afgekraakt. Het werk werd onder andere op 2 juni 2010 uitgevoerd in de Opera van Oslo, aangeboden door koningin Beatrix als geschenk tijdens een staatsbezoek aan Noorwegen.[5][6] Het stuk werd in 2010 genomineerd voor een Zwaan, de belangrijkste Nederlandse dansprijs.[3] Later ontving het de Critics Circle Award en de Laurence Olivier Award. Het werk werd door meer dan twintig andere gezelschappen uitgevoerd.
- In 2014 maakte hij A Swan Lake, een aangepaste versie van het klassieke ballet Het zwanenmeer, waarin de dansers optreden in 20 cm water.
- COW is een choreografie van Ekman uit 2016. Het bevat elf scènes. In dit stuk legt Ekman relaties tussen menselijk gedrag in het dagelijks leven en dat van koeien. De muziek is gecomponeerd door Mikael Karlsson. De kostuums zijn van Henrik Vibskov, het lichtontwerp van Fabio Antoci en de filmbeelden van TM Rives.
- Play is een spektakelstuk uit 2017, gecreëerd voor het ballet van de Opéra national de Paris. In de grootschalige productie traden 37 dansers op en werd gebruik gemaakt van enorme kubussen, een hagelbui van groene ballen en grote, kleurrijke ballonnen, waarmee de dansers moesten zien om te gaan en die deels in het auditorium belandden. De muziek van Mikael Karlson werd live op het podium uitgevoerd.